# Hydroxymethylgroep

Structuurformule van een hydroxymethylgroep, gekoppeld aan een alkyl- of arylgroep (R).

De hydroxymethylgroep is in de organische chemie een functionele groep bestaande uit 1 koolstofatoom, 3 waterstofatomen en een zuurstofatoom die als deel aan een groter geheel gekoppeld zijn. Om de atoomgroep aan te duiden wordt de volgende notatie gebruikt: -CH2OH